# وین بردی
وین بردی (انگلیسی: Wayne Brady؛ زادهٔ ۲ ژوئن ۱۹۷۲) یک هنرپیشه، خواننده، و مجری اهل ایالات متحده آمریکا است. وی از سال ۱۹۹۰ میلادی تاکنون مشغول فعالیت بوده‌است.
از فیلم‌ها یا سریال‌های تلویزیونی که وی در آن نقش داشته‌است می‌توان به کشمکش خوب اشاره کرد.